# The Rock: Stone Cold Country 2001
Albums de George Jones
Live With the Possum
(1999) The Gospel Collection
(2003)
The Rock: Stone Cold Country 2001 est un album de l'artiste américain de musique country George Jones. Cet album est sorti le 11 septembre 2001 sur le label Bandit Records. Le premier single extrait de l'album est "Beer Run (B Double E Double Are You In?)", un duo avec Garth Brooks également présent sur l'album Scarecrow de ce dernier. "50,000 Names", écrite et enregistrée à l'origine par Jamie O'Hara, a également été publiée en single.
"What I Didn't Do" est une reprise d'une chanson de Steve Wariner, et "Tramp on Your Street" a été enregistrée à l'origine par Billy Joe Shaver.

## Liste des pistes
| No  | Titre                                                        | Auteur | Durée |
| --- | ------------------------------------------------------------ | ------ | ----- |
| 1.  | The Rock                                                     |        | 3:24  |
| 2.  | Beer Run (B Double E Double Are You In?) (avec Garth Brooks) |        | 3:04  |
| 3.  | Wood and Wire                                                |        | 3:49  |
| 4.  | 50,000 Names                                                 |        | 3:50  |
| 5.  | The Man He Was                                               |        | 2:51  |
| 6.  | I Got Everything                                             |        | 3:13  |
| 7.  | Half Over You                                                |        | 3:31  |
| 8.  | I Am                                                         |        | 3:06  |
| 9.  | Honey Hush                                                   |        | 3:33  |
| 10. | Around Here                                                  |        | 2:35  |
| 11. | What I Didn't Do                                             |        | 3:46  |
| 12. | Tramp on Your Street                                         |        | 4:14  |

## Positions dans les charts

### Album
| Chart (2001)                      | Positions |
| --------------------------------- | --------- |
| U.S. Billboard Top Country Albums | 5         |
| U.S. Billboard 200                | 65        |

### Singles
| Année | Single                                                         | Positions  | Positions |
| Année | Single                                                         | US Country | US        |
| ----- | -------------------------------------------------------------- | ---------- | --------- |
| 2001  | "The Man He Was"                                               | 47         | —         |
| 2001  | "Beer Run (B Double E Double Are You In?)" (avec Garth Brooks) | 24         | 118       |
| 2002  | "50,000 Names"                                                 | 55         | —         |